# Benjamín Valdivia
Benjamín Macedonio Valdivia Magdaleno (Aguascalientes, Aguascalientes, 1960 - ) es un filósofo, escritor, poeta, dramaturgo, traductor, crítico literario, catedrático y académico mexicano.

## Estudios y docencia
De 1978 a 1982, cursó la licenciatura de Filosofía en la Universidad de Guanajuato. En 1983 se trasladó a la Ciudad de México para ingresar a la Facultad de Filosofía y Letras de la Universidad Nacional Autónoma de México (UNAM) y cursar una maestría de Filosofía la cual obtuvo en 1992. De nueva cuenta en la Universidad de Guanajuato estudió un doctorado en Ciencias de la Educación de 1989 a 1990. De 1994 a 1997 realizó un doctorado de Filosofía en la UNAM, y de 2004 a 2006 cursó un doctorado en Humanidades y Artes en la Universidad Autónoma de Zacatecas (UAZ). 
Desde 1982 ha impartido clases en la Universidad de Guanajuato siendo profesor de tiempo completo. Como profesor invitado ha impartido clases en la Universidad Iberoamericana, en la Universidad Autónoma de Aguascalientes y en la Universidad Autónoma de Querétaro. Ha sido invitado también a la University of British Columbia en Canadá, al Central Arizona College, a la University of Arizona, a la California State University, Long Beach en Estados Unidos, así como a la Universidad Complutense de Madrid y a la Universidad de Alcalá de Henares en España.

## Editor y articulista
En 1990 fue fundador de la revista Folios, la cual dirigió hasta 1994. Ha colaborado en los consejos editoriales de las revistas La Tempestad, Tierra Baldía, Pandora Cultural, Espacios, Oro de Hoja, Acta Universitaria, Vacío, y Tertulia, además ha colaborado como articulista para varios periódicos y revistas.

## Académico
De 1990 a 1994, fue investigador del Sistema Nacional de Investigadores. En 1999 fue miembro fundador y secretario de la desaparecida Academia Cervantina Internacional. Fue presidente de la Academia Guanajuatense de Arte y Cultura de 2000 a 2002. El 24 de agosto de 2000 fue elegido miembro correspondiente de la Academia Mexicana de la Lengua, y en 2001, fue elegido miembro correspondiente de la Academia Norteamericana de la Lengua Española. Desde 2004 es presidente de la Red Cervantina Mundial.

## Premios y distinciones
- Premio Poesía Joven en México, 1979.
- Premio de Poesía Punto de Partida, por la Universidad Nacional Autónoma de México, 1982.
- Premio de Poesía Anita Pompa de Trujillo, en Sonora, 1982.
- Premio Internacional por la Paz y la Vida, en Praga, 1983.
- Premio de Poesía Salvador Gallardo Dávalos, en Aguascalientes, en 1983 y 1986.
- Premio Nacional de Dramaturgia Francisco J. Múgica, en México, 1986.
- Premio Internacional de Ensayo Ludwig von Mises, en Panamá, 1987.
- Premio Nacional de Crítica de Arte, por el Instituto Nacional de Bellas Artes, en 1987.
- Premio de Poesía Juegos Florales Nacionales Universitarios, en Campeche, 1987.
- Premio Nacional de Poesía Clemente López Trujillo, en Yucatán, 1987.
- Premio Internacional de Novela Nuevo León, en Nuevo León, 1988.[8]
- Premio Internacional de Ensayo Centenario de Gabriela Mistral, en Chile, 1989.
- Premio Nacional de Poesía Alfonso Reyes, en Nuevo León, 1989.[9]
- Premio Internacional de Poesía Le Courrier de l'Orénoque, en Francia, 1991.
- Premio Nacional de Poesía San Juan del Río, en Querétaro, 1991.
- Premio Nacional de Poesía Amado Nervo, en Nayarit, 1991.
- Premio Nacional de Novela Jorge Ibargüengoitia, en Guanajuato, 1998.
- Premio Internacional de Poesía Publius Vergilius Marone, en Italia, 2003.
- Premio de Poesía por la Accademia Internazionale il Convivio, en Italia, 2003.

## Obras publicadas
Su obra publicada es amplia, ha colaborado en diversos obras colectivas o en colaboración, ha publicado antologías, ha escrito prólogos, estudios introductorios, memorias, ensayos, artículos y traducciones. Entre sus libros como único autor se encuentran: 
- El juego del tiempo, poesía, 1985.
- Demasiada tarde, poesía, 1987.
- Otro espejo de la noche, poesía, 1988.
- El pelícano verde, novela, 1989.
- El camino del fuego. Ensayos de poesía guanajuatense, 1991.
- Indagación de lo poético, ensayo, 1993.
- Los nombres de la tarde, poesía, 1994.
- Luna de hojalata, teatro, 1996.
- Breviario del unicornio, ensayo, 1998.
- El tesoro casi perdido, teatro infantil, 1998.
- Los ojos del espejo, poesía, 2000.
- Historia de la literatura guanajuatense, historia literaria, 2000.
- Las claves de Eurídice, teatro, 2001.
- Inscripciones en la piedra, poesía, 2004.
- Hablar en lenguas. Poemas traducidos en ocho idiomas, poesía y traducción, 2006.

## Teatro
- El alma de Joel Paredes
- Historia de arcoíris
- El caso de doña Araña y el Gorrión
- El tesoro casi perdido
- El nahual de Paramillo, obtuvo el Premio Francisco J. Múgica en 1986.
- Guion de enlace para El Hombre de la Mancha
- Orfeo y variaciones
- Luna de hojalata